# Festival interceltique de Lorient 1997
La 27e édition du Festival interceltique de Lorient se déroule du 1er août au 10 août 1997. Le pays de Galles est la nation celte mise à l'honneur cette année.
Guy Delion a succédé à Pierrot Guergadic à la présidence du FIL en mars. Le premier site internet du festival est né au printemps.
Le nombre de concours d'instruments traditionnels augmente avec la mise en place des premiers concours de veuze et de pibroc'h. Une Master Class proposant des cours de perfectionnement pour plusieurs instruments est instaurée.

## Programmation
Le festival reçoit The Chieftains, Carlos Núñez avec notamment le guitariste de flamenco Paco de Lucía, Tri Yann, Sinéad O'Connor, l'Afro Celt Sound System, Erwan Ropars avec le Bagad Kemper et War'l Leur, Mary Coughlan (en) ou Pwyll ap Siôn.
L'Ange Vert, Dixebra, EV et Moondragon animent la « Nuit du rock au Pub ».
Le compositeur écossais Edward McGuire présente L'épopée celtique, œuvre symphonique réunissant bagad, pipe bands, solistes, etc.
Jean Baron joue la Sainte folie Gallèse avec Yann-Fañch Kemener en invité.
Antoine Hervé interprète Les caprices de Morgane, mélange de jazz et de musique celtique avec cuivres, percussions, cornemuses et la harpiste Kristen Noguès.

## Concours
Le Championnat national des bagadoù est remporté par le bagad Kemper.
Le Trophée Macallan pour soliste de gaïta est remporté par l'Asturien José Manuel Tejedor.
Le Trophée Macallan pour soliste de great Highland bagpipe est remporté par Gordon Duncan (en).
Le Trophée Matilin An Dall pour couple de sonneurs est remporté par Gildas Moal et René Chaplain.
Le Trophée Loïc Raison est gagné par Delos.
Le Concours International de Pibroc’h est remporté par Mark MacKenzie.
Le Trophée International Greatness de Pipe Band et celui de Batteries sont remportés par le Glasgow Skye Association Pipe Band.

## Bilan
Cette édition bat des records d'affluence. La hausse de la fréquentation est estimée à 10% par rapport à l'année précédente. 20 000 personnes assistent à la grande fête du port de pêche.